# Oscillatoriales
Las oscilatoriales (Oscillatoriales) son un orden de cianobacterias filamentosas sin ramificación o con falsa ramificación, carentes de heterocistos y acinetos. Incluye numerosos géneros, entre los que destacan Oscillatoria Microcoleus Lyngbya y Phormidium.

## Taxonomía
El orden Oscillatoriales incluye las siguientes familias:
- Familia Ammatoideaceae
- Familia Borziaceae
- Familia Gomontiellaceae
- Familia Oscillatoriaceae
- Familia Phormidiaceae